# Statue von Asmus Carstens

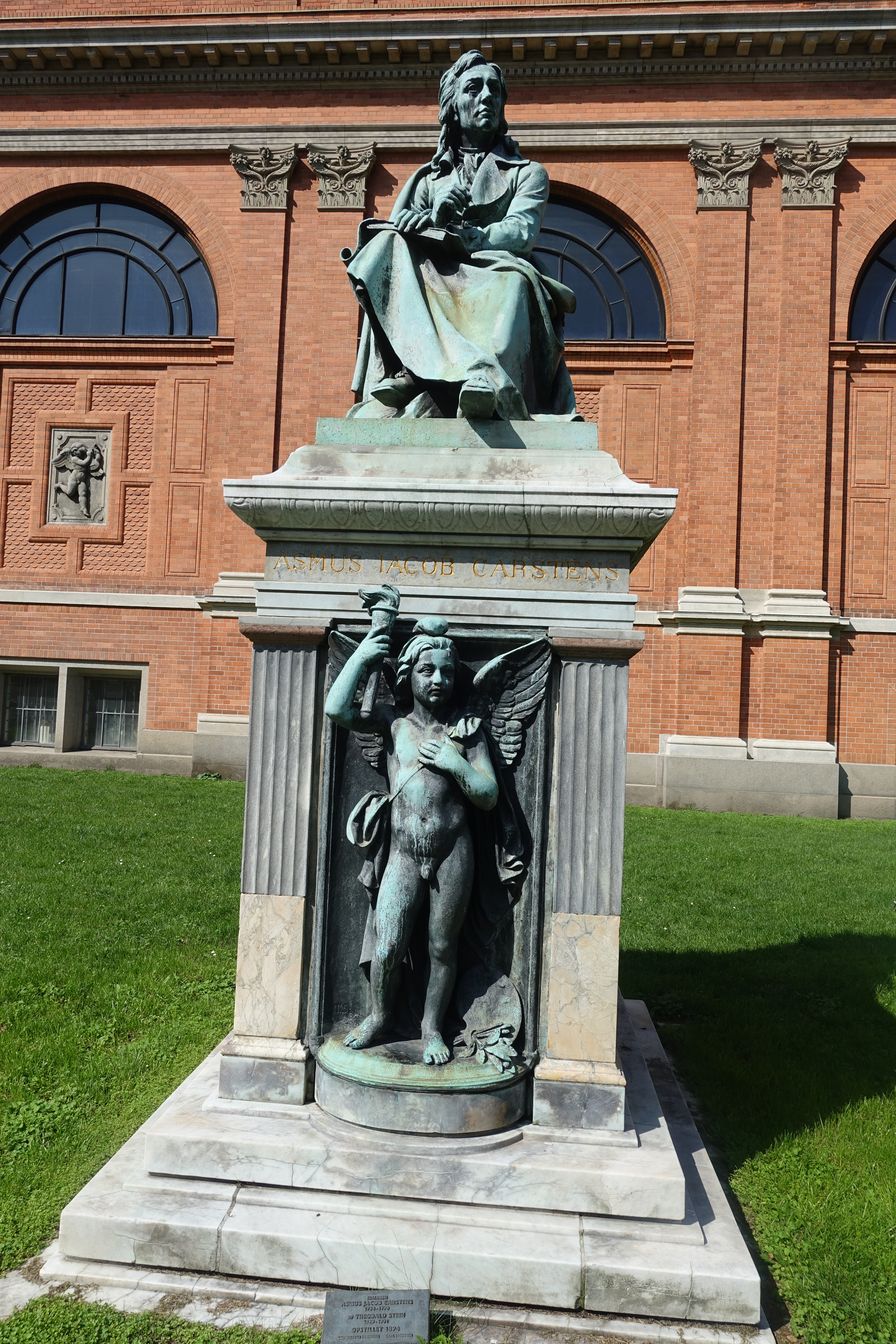
Statue von Asmus Jacob Carstens

Die Statue von Asmus Jacob Carstens ist eine Statue des deutsch-dänischen Malers Asmus Jacob Carstens im Garten der Ny Carlsberg Glyptotek in Kopenhagen. Sie wurde 1878–1879 von Theobald Stein geschaffen und 1894 an ihren heutigen Standort versetzt.

## Geschichte
In Schleswig geboren, besuchte Carstens die Königlich Dänische Kunstakademie, bevor er sich in Rom niederließ. Er setzte sich unter den deutschen und skandinavischen Künstlern der Stadt für den klassizistischen Stil ein und war damit eine wichtige Einflussquelle für den jungen Bertel Thorvaldsen. Das Denkmal wurde von Carl Jacobsen auf eigene Initiative bei Theobald Stein in Auftrag gegeben. Jacobsens Interesse an Carstens wurde durch eine deutsche Ausgabe von Carstens’ Stichen geweckt, die zwischen 1869 und 1884 erschien. In einem Brief an Jacobsen vom 30. Dezember 1878 äußerte sich Stein über den Fortgang seiner Arbeit:

„Sehr geehrter Herr Jacobsen!

Mein kleiner Junge hat die Masern, deshalb konnte ich Sie und Ihre Frau bzw. Ihre Eltern dieses Weihnachten leider nicht besuchen. Gestern ging es ihm aber schon etwas besser, und ich glaube, die Quarantäne ist fast vorbei.

Ich kann es kaum erwarten, Ihnen Carstens zu zeigen, der in zwei Wochen fertig sein wird. Viele Künstler haben ihn gesehen, auch mein Freund Bloch, und ich bin ziemlich beruhigt, was das Ergebnis angeht. In zwei Wochen beginne ich mit den Flachreliefs, alles auf einmal.

Nun, da sich das alte Jahr dem Ende zuneigt, sende ich Ihnen, lieber Freund, meinen herzlichen Dank für all Ihre große Freundlichkeit und Ihr Vertrauen, die mir dieses Jahr so wichtig gemacht haben. Möge Ihnen und den Ihren im kommenden Jahr alles Glück und alle Freude folgen.

Ihr stets ergebener

Th. Stein“

Die Bronzestatue und die Reliefs wurden 1880 in der Fonderie Thiébaut Frères in Paris gegossen. Jacobsen schenkte das Denkmal dem Kopenhagener Stadtrat unter der Bedingung, dass es auf dem Rasen vor Thorvaldsen-Museum aufgestellt würde. Der Vorschlag wurde von vielen Seiten heftig kritisiert, unter anderem von J. N. Madvig, der gerade das Amt des Präsidenten der Carlsberg-Stiftung übernommen hatte. In einem Artikel in der Zeitung Fædrelandet wandte er sich nicht nur gegen den Standort, sondern auch gegen die Idee, einem Künstler ein Denkmal zu setzen, da solche Statuen Königen, Feldherren und Literaten vorbehalten sein sollten. Da half es auch nicht, dass Ferdinand Meldahl darauf hinwies, dass es im Ausland zahlreiche Beispiele für Künstlerdenkmäler gebe.
Jacobsen stellte das fertige Denkmal schließlich im Hof vor seinem Haus in Valby auf. Später wurde das Denkmal anlässlich der Eröffnung der neuen Ny Carlsberg Glyptotek auf den Mittelstreifen des Vestre Boulevard versetzt. Später wurde es an seinen heutigen Standort im Museumsgarten gegenüber der Niels Brocks Gade versetzt.

## Beschreibung
Das Denkmal besteht aus einer Bronzestatue von Carstens auf einem hohen Marmorsockel. Die Bronzestatue zeigt Carstens auf einem antiken Sockel sitzend in einer alltäglichen Arbeitssituation. In der Hand hält er Bleistift und Skizzenblock. Auf der Rückseite des antiken Sockels befindet sich ein Relief von Romulus und Remus mit der Kapitolinische Wölfin und darüber die Inschrift "S.P.Q.R.". Auf der linken Seite des Sockels befindet sich das Relief eines Lorbeerkranzes. Auf der rechten Seite befindet sich das Relief einer sitzenden Sphinx. An der Vorderseite des Sockels befindet sich ein Relief des geflügelten Genius der Malerei, der eine phrygische Mütze trägt und eine Fackel hält. Zu seinen Füßen liegen rechts Palette, Pinsel und Lorbeer. An den Seiten befinden sich zwei quadratische Bronzereliefs nach Originalzeichnungen von Carstens: "Jason und das Goldene Vlies" (links) und "Die Nacht mit ihren Kindern Schlaf und Tod" (rechts). (rechts). Auf der Rückseite des Sockels befindet sich eine quadratische Bronzetafel mit einer erhabenen Inschrift: